# Бузэу
Бузэ́у (рум. Buzău МФА: [buˈzəw]о файле) — город в Румынии, в регионе Валахия, административный центр одноимённого жудеца.

## История

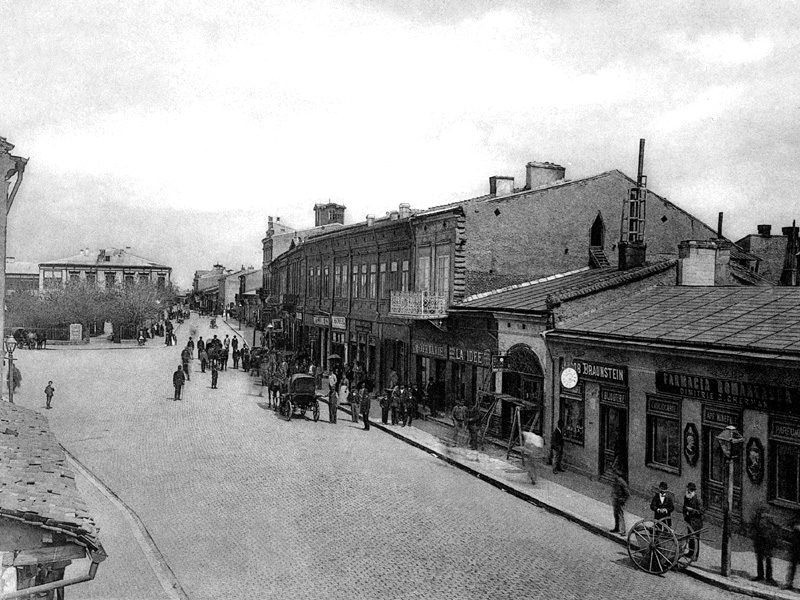
Бузэу в начале XX века.

Первые поселения на территории города появляются ещё до нашей эры, однако сам город впервые упоминается в 1431 году, а само упоминание датируется 31 января. В XVI веке Бузэу становится центром епископства.

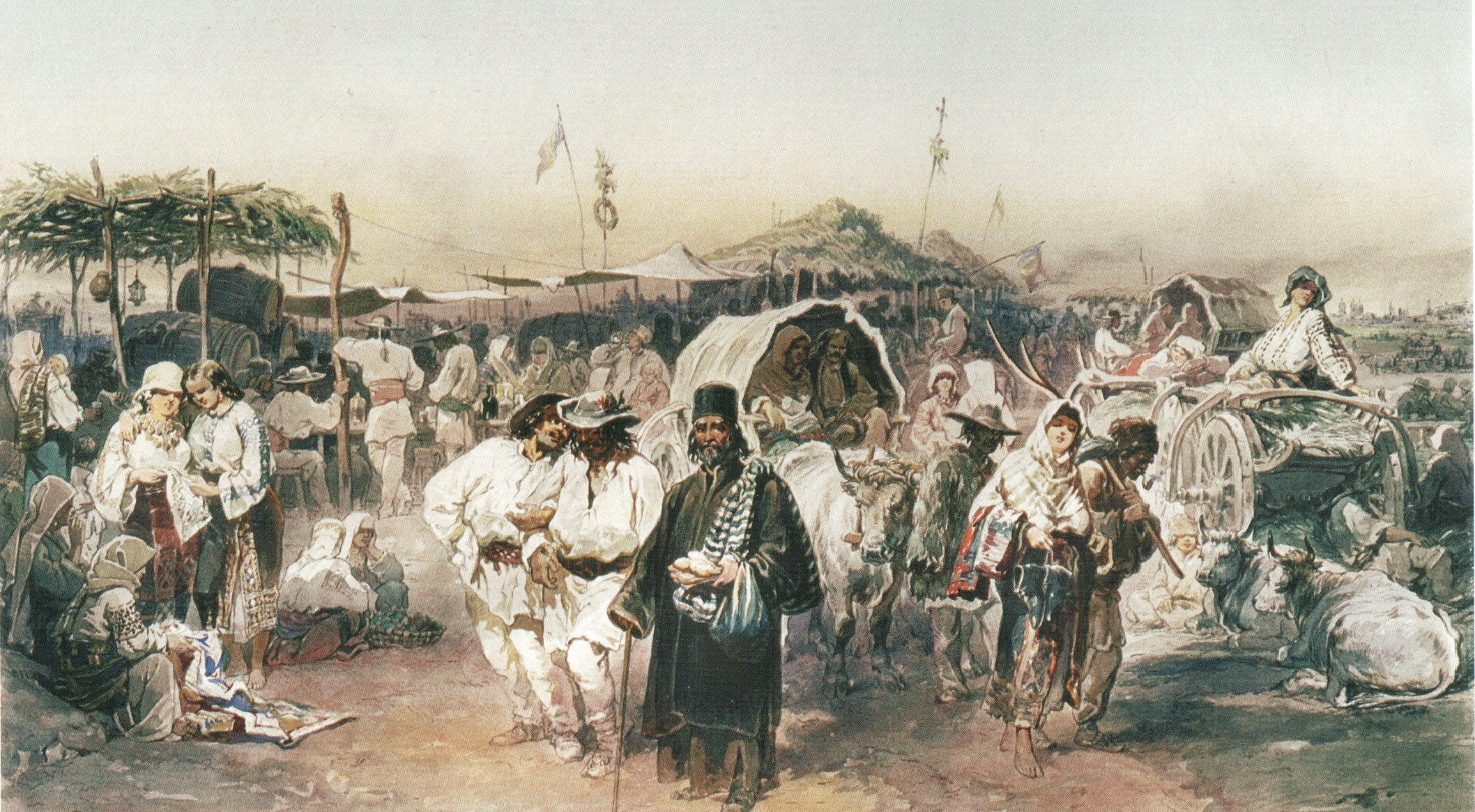
Рынок в Бузэу. Картина Амедео Презиоси, 1869 год.

## Население
Население — 108,3 тыс. жителей (2011).
| 1832 | 1864 | 1892  | 1900  | 1941  | 1968  | 1977   | 1992   | 2002   | 2006   | 2011   |
| ---- | ---- | ----- | ----- | ----- | ----- | ------ | ------ | ------ | ------ | ------ |
| 2567 | 9027 | 17300 | 21000 | 44511 | 66433 | 101149 | 148087 | 134227 | 130100 | 108384 |

Согласно переписи населения 2011 года, большинство (95%) жителей Бузэу — румыны.

## Экономика
- Металлургический завод - "Дактил Стил"

## Города-побратимы
Бузэу является городом-побратимом следующих городов:
- Ауденарде, Бельгия (1999)
- Айос-Димитриос, Греция (2006)
- Сороки, Молдавия (2012)[3]